# سیمون ریختر
سیمون ریختر (انگلیسی: Simon Richter؛ زادهٔ ۱۶ ژانویهٔ ۱۹۸۵) بازیکن فوتبال اهل قلمروی دانمارک است.
از باشگاه‌هایی که در آن بازی کرده‌است می‌توان به باشگاه فوتبال کویه و باشگاه فوتبال نورشلان اشاره کرد.
وی همچنین در تیم ملی فوتبال گامبیا بازی کرده‌است.

## زندگی شخصی
او پسر یک پدر گامبیایی و یک مادر دانمارکی و برادر دوقلوی یوناتان ریختر، دیگر بازیکن فوتبال دانمارکی، است.